# Кубок Франції з футболу 1922—1923
Кубок Франції з футболу 1922—1923 — 6-й розіграш турніру. Переможцем змагань втретє поспіль став столичний клуб «Ред Стар». Змагання проводились у 9 раундів, участь у яких брали 304 команди.

## Чвертьфінали
| Переможці       | Рахунок | Переможені  |
| --------------- | ------- | ----------- |
| 4 березня 1923  |         |             |
| Ред Стар        | 4:0     | Рубе        |
| Олімпік (Париж) | 3:0     | ФЕК Левалуа |
| Ренн            | 0:2     | Сет         |
| 22 квітня 1923  |         |             |
| Руан            | 2:1     | Нім         |

## Півфінали
| Переможці      | Рахунок | Переможені      | Голи        |
| -------------- | ------- | --------------- | ----------- |
| 8 квітня 1923  |         |                 |             |
| Ред Стар       | 1:0     | Олімпік (Париж) | Бруз, 41'   |
| 29 квітня 1923 |         |                 |             |
| Руан           | 0:1     | Сет             | Дангле, 10' |

## Фінал
| 6 травня 1923 |

| Ред Стар                         | 4 — 2 | Сет                      |
| -------------------------------- | ----- | ------------------------ |
| 2', 7' Ноден 11' Кордон 17' Жюйо |       | 16' Корнеліус 27' Крамер |

| «Першинг», Париж Глядачів: 20 000 Арбітр: Габріель Жанден |

| Ред Стар |                    |
|          |                    |
| ВР       | П'єр Шеріге        |
| ЗХ       | Моріс Меєр         |
| ЗХ       | Люсьєн Гамблен (к) |
| ПЗ       | Робер Жюйо         |
| ПЗ       | Франсуа Югу        |
| ПЗ       | Філіпп Боннардель  |
| НП       | Люсьєн Кордон      |
| НП       | Жюст Бруз          |
| НП       | Поль Ніколя        |
| НП       | Марсель Ноден      |
| НП       | Раймон Сентубері   |
| Тренер:  |                    |
| х        |                    |

| Сет           |                    |
|               |                    |
| ВР            | Франсуа Енконтре   |
| ЗХ            | Леон Уо            |
| ЗХ            | Ернест Грав'є      |
| ПЗ            | Оскар Бернтссон    |
| ПЗ            | Альбер Журда (к)   |
| ПЗ            | Рене Дед'є         |
| НП            | Вільям Корнеліус   |
| НП            | Жорж Крамер        |
| НП            | Артур Паркс        |
| НП            | Марсель Дангле (к) |
| НП            | Робер Пуйо         |
| Тренер:       |                    |
| Віктор Гібсон |                    |